# Raúl Rubio
Raúl Rubio Romero (Zaragoza, 4 de julio de 1999) es un futbolista español que juega como delantero centro en el Deportivo Aragón de la Tercera División RFEF.

## Trayectoria
Zaragozano, Raúl comienza su formación en el CD Giner Torrero antes de firmar por el Real Zaragoza en 2017, saliendo cedido inmediatamente al EM El Olivar. El 20 de julio de 2018, al finalizar su formación, firma por la SD Ejea de la ya extinta Segunda División B. Debuta con el club el siguiente 22 de septiembre, entrando como suplente en la segunda mitad en la derrota por 0-2 frente al Villarreal CF "B". En julio de 2019 abandona el club tras no gozar de minutos y ficha por el CD Brea de la antigua Tercera División.
En julio de 2021, Raúl vuelve al Real Zaragoza y firma por el filial del club de la recién creada Tercera División RFEF. El 8 de mayo de 2022, tras anotar 19 goles con el B, debuta con el primer equipo en Segunda División al sustituir en la segunda mitad a Iván Azón en una derrota por 0-3 frente a la AD Alcorcón.

## Clubes
Actualizado al último partido disputado el 8 de mayo de 2022.
| Club             | País   | Año       | Partidos | Goles |
| ---------------- | ------ | --------- | -------- | ----- |
| SD Ejea          | España | 2018-2019 | 8        | 0     |
| CD Brea          | España | 2019-2021 | 43       | 13    |
| Deportivo Aragón | España | 2021-act. | 31       | 19    |
| Real Zaragoza    | España | 2022-act. | 1        | 0     |